# Dysdera hattusas
Dysdera hattusas là một loài nhện trong họ Dysderidae.
Loài này thuộc chi Dysdera. Dysdera hattusas được Christa Deeleman-Reinhold miêu tả năm 1988.